# Вилхелм I (Холандия)
Вилхелм I (на нидерландски: Willem I van Holland; на немски: Wilhelm I von Holland, * ок. 1167, Хага, † 4 февруари 1222) от род Герулфинги (Дом Холандия), е граф на Холандия от 1203 до 1222 г.

## Биография
Той е вторият син на граф Флоренс III от Холандия (1138 – 1190) и съпругата му Ада Хантингдон (1146 – 1206), дъщеря на принц Хенри от Шотландия (1114 – 1152), внучка на крал Дейвид I.
Вилхелм I се жени през 1197 г. за Аделхеид фон Гелдерн (* 1187, † 4 февруари 1218), дъщеря на Ото I († 1207), граф на Гелдерн и Рихардис Баварска († 1231). Те имат пет деца.
През 1189 г., заедно с баща си Флоренс III, той участва в Третия кръстоносен поход при император Фридрих I Барбароса. Баща му умира през 1190 в Антиохия. След завръщането му през 1191 г. той въстава против брат си Дитрих VII, който е поел бащиното му Графство Холандия. Помагат му графовете от Фландрия и Фризия. През 1195 г. обаче е победен от снаха му Аделхайд фон Клеве и прекратява въстанието си.
След смъртта на Дитрих през 1203 г. той подновява боевете си отново, този път против дъщерята на Дитрих Ада и нейния съпруг Лудвиг II, граф на Лооц. До 1206 г. той побеждава противниците си.
През 1214 г. Вилхелм I е във войската на император Ото IV. След това е на страната на френския принц Луи (VIII) при инвазията му в Англия през 1215/16 г. През 1217 г. той участва в Петия кръстоносен поход. С неговата помощ през август 1219 г., след 16-месечна обсада и жестоки боеве, е завладян египетският град Дамиета. След това той се връща в родината си.
Първата му съпруга междувременно е умряла и той се жени втори път през юли 1220 г. за Мария Брабантска († 1260), вдовица на император Ото IV, дъщеря на херцог Хайнрих I, херцог на Брабант. Бракът е бездетен. След три години той умира на 4 февруари 1222 г.

## Деца
От първия брак той има пет деца:
- Флоренс IV (1210 – 1234), граф на Холандия
- Ото III († 1249), епископ на Утрехт
- Вилхелм († 1238), регент на Холандия (1234 – 38)
- Ада († 1258), от 1239 абатеса на Рийнсбург
- Рикарда († 1262), монахиня